# Leoneto Martins
Leoneto Martins (* in Cai-Cassa, Gugleur, Liquiçá, Portugiesisch-Timor) ist ein osttimoresisch-indonesischer Beamter.
Von 1976 bis 1984 war Martins in der indonesischen Verwaltung des besetzten Osttimors Chef des Subdistrikts Maubara (Camat) und von 1984 bis 1986 Chef des Subdistrikts Bazartete. Danach arbeitete er als Chef von Koni, einer Untereinheit von Kesejahteraan, die wiederum dem indonesischen Sozialamt gehörte. Koni war für Sport verantwortlich. 1994 wurde Martins Chef on Kesejahteraan in Liquiçá. Von 1995 bis zum Ende der indonesischen Besatzung Osttimors im September 1999 war er Distriktschef (Bupati) von Liquiçá. Als Bupati entließ Martins mehrere Beamte, Camats und Dorfchefs aufgrund ihrer Nähe zur osttimoresischen Unabhängigkeitsbewegung.
Ende 1998 war Martins Mitgründer der pro-indonesische Miliz Besi Merah Putih, die die Unabhängigkeitsbewegung bekämpfen sollte. Offen rief er auf, CNRT-Mitglieder zu verprügeln, ihre Häuser niederzubrennen und deren Führer zu ermorden.
2000 wurde Martins von der Übergangsverwaltung der Vereinten Nationen für Osttimor (UNTAET) unter anderem wegen Verbrechen gegen die Menschlichkeit und Mord angeklagt. Als Bupati wurde ihm eine Mitverantwortung an der Gewaltwelle im Umfeld des Unabhängigkeitsreferendums 1999 vorgeworfen, insbesondere beim Kirchenmassaker von Liquiçá m 6. April 1999. Da Martins aber geflohen war, musste das Verfahren 2005 eingestellt werden.